# Дальняя дача
Дальняя дача (также «Семёновское») — охраняемая правительственная резиденция на юге от деревни Семёновское в Ступинском районе Московской области. Дача была построена в 1939 году специально для Иосифа Сталина, который посещал её несколько раз. По состоянию на 2020 год находится на балансе ФСО РФ.

## История
После согласования проекта со Сталиным, в 1937 году на территории английского парка бывшего имения «Семёновское» началось строительство персональной дачи силами специального строительного управления НКВД. По замыслу автора проекта Мирона Мержанова, на территории бывшей усадьбы должен был построен одноэтажный кирпичный дом с похожими архитектурными решениями и отделкой на дачу в Кунцево. Строительство дома и благоустройство территории проходило под контролем Лаврентия Берии, который старался угодить Сталину. Так главный грот с львиной головой был построен «по заказу» Сталина из камня, который был привезен с его родины — из Гори, по указанию Берии. Строительство дачи завершилось в 1939 году. Во время наступления немцев на Москву дача была заминирована и только чудом уцелела. В послевоенные годы здание дачи подверглось небольшой перестройке и частичной реконструкции. 
После смерти Сталина дача использовалась для отдыха и официальных мероприятий первыми лицами страны: Никитой Хрущёвым, Андреем Громыко, Юрием Андроповым, Михаилом Горбачёвым и Борисом Ельциным. В восьмидесятые годы возле дома построили 10-метровый бассейн с противотоком специально для Юрия Андропова, чтобы он мог принимать водные процедуры, не уезжая с дачи. В 1998 году на даче прошёл один из раундов встреч Гор — Черномырдин. 
По состоянию на 2020 год дача находится на балансе ФСО РФ и закрыта для посещения.

## Устройство
Площадь территории дачи составляет более сотни гектаров. На территории дачи расположены каскады прудов, большое озеро, фазанник, медвежатник, индюшатник, форелевое хозяйство, оранжереи, фруктовый сад. Дом находится «возле прудов, вырытые ещё крепостными». Во времена Сталина обстановка на даче идентична обстановке сталинской дачи в Кунцево: «так же обставлялись комнаты (такой же точно мебелью), те же самые кусты и цветы сажались возле дома». Одноэтажный дом дачи имеет высокие потолки высотой от 4,5 до 10 метров с множеством комнат:
- «Большая столовая» — огромное помещение с потолками сводчатого типа с отделкой из массивного дерева различных пород, а также с камином, отделанным ониксом и опалом. В центре столовой большой стол на полсотни человек. Сталин «Большую столовую» не любил, предпочитая трапезничать в более скромном помещении.
- Рабочий кабинет с письменным столом и лампой ручной работы с основанием из грушевого дерева, шкафами и диваном.
- «Малая столовая», рассчитанная на 6 — 12 человек.
- «Главная спальня» с отделкой карельской берёзой, к которой примыкает санузел с сохранившейся сталинской кушеткой и оригинальной сантехникой площадью примерно в 40 квадратных метров. Унитаз в санузле с прямоугольным бачком и мощной системой смыва.
- «Чинаровая спальня» с отделкой в гамме желтоватых, коричневых и тёмно-коричневых цветов. В спальне стоит печь, отделанная изразцами.

В доме также имеется служебный корпус с кухней, комнатой для охранников и кабинетом начальника охраны. Мебель для дачи была сделана по спецзаказу мебельной фабрикой «Люкс». Около одного из прудов стоит гигантский металлический каркас под шатёр, который был возведён при Хрущеве для встреч с деятелями культуры и искусства. В сталинские времена высота забора вокруг территории дачи была выше современной и достигала шести метров.